# Championnats NACAC d'épreuves combinées
Les Championnats NACAC d'épreuves combinées sont une compétition d'athlétisme constituée d'un décathlon pour les hommes et d'un heptathlon pour les femmes. Organisée par l'Association d'athlétisme d'Amérique du Nord, d'Amérique centrale et des Caraïbes (en anglais : North America, Central America and Caribbean Athletic Association (NACAC)), cette compétition annuelle, habituellement organisée fin mai ou début juin, réunit les meilleurs spécialistes des épreuves combinées des pays de la région.

## Historique
La compétition a été créée en 2005, en tant qu'étape de la Coupe du monde des épreuves combinées, la première édition ayant lieu à San Juan sur l'île de Porto Rico. La compétition est reconduite à San Juan l'année suivante, et la troisième édition a lieu à Saint-Domingue en République dominicaine en 2007.
Renommés Championnats panaméricains d'épreuves combinées en 2008, le périmètre de la compétition s'agrandit et les championnats s'ouvrent à l'ensemble des athlètes issus des pays du continent américain. Ainsi, 40 athlètes représentant 15 pays y participent.
Les championnats sont rebaptisés Coupe des Amériques d'épreuves combinées, pour l'édition suivante organisée à La Havane, à Cuba. Sous la conduite du président de la fédération cubaine d'athlétisme et ancien champion olympique Alberto Juantorena, l'édition 2009 est fusionnée avec les championnats de Cuba d'athlétisme.
En 2010, aucune édition ne se tient, tandis qu'en 2011, la compétition revient sous sa dénomination initiale.
Le Cubain Yordanis García détient le record des championnats au décathlon avec un score de 8 496 points. La meilleure performance à l'heptathlon est à mettre à l'actif de l'Américaine Sharon Day. Deux athlètes ont remporté la compétition à deux reprises, à savoir le Jamaïquain Maurice Smith et l'Américain Ryan Harlan.

## Éditions
| Édition | Année | Ville          | Pays                   | Nbre d'athlètes | Nbre de pays |
| ------- | ----- | -------------- | ---------------------- | --------------- | ------------ |
| 1re     | 2005  | San Juan       | Porto Rico             |                 |              |
| 2e      | 2006  | San Juan       | Porto Rico             |                 |              |
| 3e      | 2007  | Saint-Domingue | République dominicaine | 27              | 9            |
| 4e      | 2008  | Saint-Domingue | République dominicaine | 40              | 15           |
| 5e      | 2009  | La Havane      | Cuba                   | 34              | 8            |
| 6e      | 2011  | Kingston       | Jamaïque               |                 |              |

## Palmarès

### Décathlon
| Année | Or                    | Or        | Argent                       | Argent    | Bronze               | Bronze    |
| ----- | --------------------- | --------- | ---------------------------- | --------- | -------------------- | --------- |
| 2005  | Maurice Smith (JAM)   | 8 232 pts | Ryan Harlan (USA)            | 7 997 pts | Paul Terek (USA)     | 7 923 pts |
| 2006  | Ryan Harlan (USA)     | 7 966 pts | Paul Terek (USA)             | 7 884 pts | Chris Boyles (USA)   | 7 703 pts |
| 2007  | Ryan Harlan (USA)     | 7 901 pts | Leonel Suárez (CUB)          | 7 843 pts | Yunior Díaz (CUB)    | 7 816 pts |
| 2008  | Chris Helwick (USA)   | 7 820 pts | Iván Scolfaro da Silva (BRA) | 7 783 pts | Chris Randolph (USA) | 7 747 pts |
| 2009  | Yordanis García (CUB) | 8 496 pts | Yunior Díaz (CUB)            | 7 920 pts | Alexei Chivas (CUB)  | 7 808 pts |
| 2011  | Maurice Smith (JAM)   | 8 078 pts | Damian Warner (CAN)          | 7 760 pts | Chris Helwick (USA)  | 7 609 pts |

### Heptathlon
| Année | Or                      | Or        | Argent                     | Argent    | Bronze                   | Bronze    |
| ----- | ----------------------- | --------- | -------------------------- | --------- | ------------------------ | --------- |
| 2005  | Fiona Asigbee (USA)     | 5 868 pts | Tracey Lawyer-Thomas (USA) | 5 603 pts | Jackie Poulson (USA)     | 5 499 pts |
| 2006  | Virginia Johnson (USA)  | 5 991 pts | Hyleas Fountain (USA)      | 5 956 pts | Fiona Asigbee (USA)      | 5 779 pts |
| 2007  | Gretchen Quintana (CUB) | 6 007 pts | Fiona Asigbee (USA)        | 5 770 pts | Lela Nelson (USA)        | 5 760 pts |
| 2008  | Lela Nelson (USA)       | 5 944 pts | Ryanne Dupree (USA)        | 5 704 pts | Yasmiany Pedroso (CUB)   | 5 659 pts |
| 2009  | Sharon Day (USA)        | 6 063 pts | Yarianny Argüelles (CUB)   | 5 982 pts | Lela Nelson (USA)        | 5 817 pts |
| 2011  | Emily Pearson (USA)     | 5 585 pts | Salcia Slack (JAM)         | 5 534 pts | Francia Manzanillo (DOM) | 5 474 pts |

## Source
- (en) Cet article est partiellement ou en totalité issu de l’article de Wikipédia en anglais intitulé « NACAC Combined Events Championships » (voir la liste des auteurs).